# Анатол Петренку
Анатол Петренку (рум. Anatol Petrencu, 22 травня 1954, Каушани) — молдовський політик та історик, колишній президент Асоціації істориків Молдови, професор, доктор наук,

## Біографія
Народився в 1954 р. у м. Каушани. Проходив військову службу в радянській армії в 1972—1974 рр.. Закінчив Кишинівський державний університет у 1980 р., потім у 1982—1985 рр.. навчався в Московському державному інституті міжнародних відносин. З 1985 р. працює в Кишинівському державному університеті. У період 1998—2006 рр.. очолював Асоціацію істориків Молдови.
В даний час Анатол Петренку — член Комісії з вивчення комуністичної диктатури в Молдові.
З 2007 по січень 2010 р. — президент правоконсервативної партії Рух європейської дії (рум. Mişcarea Acţiunea Europeană (МАЕ)).

## Погляди
А. Петренку виступає в політиці з вкрай правих позицій. У своїх працях Петренку досліджував обставини молдовського голодомору 1946—1947 років, також стверджував про неучасть румунських військ і, зокрема, диктатора Антонеску у уявному знищенні євреїв на території Королівства Румунія, а також про те, що негативне ставлення було спровоковано самими євреями. Вважає, що 28 червня не було ніякого звільнення Бессарабії, а навпаки — захоплення: «28 червня 1940 року — чорна дата для румунів та Румунії, оскільки радянські танки перейшли Дністер і встановили комуністичний режим на даній території»